# Carvão (Mazagão)
Carvão é um distrito do município brasileiro de Mazagão, no estado do Amapá. Segundo o censo demográfico de 2022, realizado pelo Instituto Brasileiro de Geografia e Estatística (IBGE), sua população era de 1 539 habitantes e havia 380 domicílios particulares permanentes ocupados. Foi criado antes de 1995.
De acordo com o IBGE, em 2010 a população era de 1 097 habitantes e havia 302 domicílios particulares.